# Dodson (Texas)
Dodson is een plaats (town) in de Amerikaanse staat Texas, en valt bestuurlijk gezien onder Collingsworth County.

## Demografie
Bij de volkstelling in 2000 werd het aantal inwoners vastgesteld op 115.
In 2006 is het aantal inwoners door het United States Census Bureau geschat op 107, een daling van 8 (-7,0%).

## Geografie
Volgens het United States Census Bureau beslaat de plaats een oppervlakte van
1,6 km², geheel bestaande uit land. Dodson ligt op ongeveer 546 m boven zeeniveau.

## Plaatsen in de nabije omgeving
De onderstaande figuur toont nabijgelegen plaatsen in een straal van 40 km rond Dodson.